# Laidolf de Capoue
Laidolf de Capoue (mort après 999) comte de Capoue de 993 à 999.
Laidolf est sans doute le plus jeune fils de Pandolf Tête de Fer et de son épouse Aloara de Capoue. Du fait de cette situation il n'était pas destiné à gouverner et avait reçu en fief Teano.
Toutefois après la mort de leur mère Laidolf est impliqué dans le complot qui aboutit au meurtre de son frère Landenolf II de Capoue en 993 l'archevêque de Capoue Aion s'enfuit au monastère de Saint-Benoit avant d'être empoisonné. Laidolf succède à son frère comme prince de Capoue. En 994, il donne  Sant'Angelo en Asprano à Manso, abbé du Mont-Cassin (986-996) et jure de défendre l'indépendance  de l'abbaye. En 999, l'empereur Othon III effectue son premier séjour en Italie du sud, il décide de venger la mort de son allié Landenolf. Il dépose Laidolf et l'envoie comme captif en Allemagne avec son épouse Maria. Othon III nomme à sa place son protégé le comte Adémar un Lombard qui avait été élevé à la cour germanique et qu'il avait déjà établi à Spolète. Cet événement fait l’objet d’une adaptation théâtrale en 1991 par le comédien Francois Cluzet. La pièce est intégralement jouée en dialecte capuan.

## Sources
- Venance Grumel Traité d'études byzantines La Chronologie: Presses universitaires de France Paris 1958, « Princes Lombards de Bénévent et de Capoue » p. 418-420.
- Jules Gay L'Italie méridionale et l'Empire byzantin depuis l'avènement de Basile Ier jusqu'à la prise de Bari par les Normands (867-1071) Albert Fontemoing éditeur, Paris 1904 p. 636.
- « Chronologie historique des comtes et princes de Capoue » dans L'art de vérifier les dates… .